# Burgstall Franzenburg
Der Burgstall Franzenburg ist eine abgegangene mittelalterliche Höhenburg auf 249 m ü. NN etwa 1600 Meter nordwestlich der Ortskirche in Heugrumbach, einem heutigen Stadtteil von Arnstein im Landkreis Main-Spessart in Bayern.
Von der ehemaligen Burganlage auf quadratischer, 40 mal 40 Meter großer Burgfläche, umgeben von Wällen und Ringgräben, sind nur noch Wälle und Gräben erhalten.